# Зелений Шлях
Зелений Шлях (рос. Зелёный Шлях) — хутір в Суджанському районі Курської області Російської Федерації.
Населення становить 37 осіб. Входить до складу муніципального утворення Новоіванівська сільрада.

## Історія
Населений пункт розташований на території українського етнічного та культурного краю Східна Слобожанщина.
Від 2004 року входить до складу муніципального утворення Новоіванівська сільрада.
10 серпня 2024 був зайнятий українськими військами. 10 жовтня у районі хутора російські війська здійснили воєнний злочин - розстріл 9 українських військових, що здалися в полон.

## Населення
| 2002 | 2010 |
| ---- | ---- |
| 56   | ↘37  |